# Monte Guelmalã
O monte Guelmalã (em armênio: Գեղմաղան, Gełmałan) é uma montanha na província de Cotaique, na Armênia, na parte noroeste da cordilheira de Guelama, sete quilômetros a leste da aldeia de Sevaberde. Tem origem vulcânica e sua altitude máxima é de 3 319 metros.